# Leando
Leando è un centro abitato e un Census-designated place (CDP), situato nella Contea di Van Buren, nello Stato dell'Iowa. Al censimento del 2000, contava 135 abitanti.

## Geografia fisica
Leando è situata a 192 m s.l.m. e, secondo l'United States Census Bureau ha na superficie di 5,3 km2.